# Francis-Joseph Audet
Pour les articles homonymes, voir Audet.
Francis-Joseph Audet né à Détroit (Michigan) le 29 juillet 1867 et mort à Montréal le 13 septembre 1943 est un archiviste, historien et généalogiste canadien, membre de la Société royale du Canada et de la Société des Dix.

## Biographie
Francis-J. Audet (également connu sous les prénoms de Francis-Joseph ou encore François Joseph) est né le 29 juillet 1867 à Détroit (Michigan) aux États-Unis du mariage de Francis Audet et de Marie Delphine Gaudet. Après des études commerciales à Montréal, il travaille un certain temps comme assistant-comptable puis comptable. En 1888, il entre au Secrétariat d’État du gouvernement canadien comme commis de 3e classe à la Division des archives auprès d’Alphonse Audet, conservateur des archives. À la suite de la fusion en 1904 des fonctions du conservateur des archives (responsable des documents gouvernementaux) et celle de l’Archiviste fédéral (chargé des documents historiques), il devient commis au classement et plus tard chef de la Division de l’index et des recherches. Il est nommé secrétaire de la Commission royale au sujet des archives des différents ministères en 1912, puis séjourne en 1914 en Europe comme délégué des Archives nationales d’Ottawa. Il prend sa retraite en 1939 après une carrière de 51 ans au Archives publiques. Il peut être considéré à raison comme le premier archiviste du gouvernement du Canada. Il est nommé archiviste émérite enx 1939 en reconnaissance de ses longs et loyaux services. Cet honneur n’avait jusque-là été accordé qu’une seule fois, à Arthur Doughty (en),.
Francis-J. Audet est aussi un chercheur établi et participe à de nombreuses associations culturelles et sociétés savantes. Il est élu à la Société royale du Canada en 1923 dont il devient le président en 1927. Outre d'avoir été membre fondateur de la Société des Dix siégeant au fauteuil numéro 5 de 1935 à 1943,, il est aussi membre de l’Institut canadien-français d'Ottawa, de la Women’s Canadian Historical Society of Ottawa (devenu la Société historique d'Ottawa), de la section française de la Canadian Author's Association (1936) (devenue la Société des écrivains canadiensaprès une dissolution en 1938), de la Société historique de Montréal, de la Société historique du Canada (1921), de l’Association de technologie française, de l'Association canadienne-française d'éducation de l'Ontario (1910), de la Société de géographie de Québec et de la National Geographical Society of the United States,,.
Il est l’auteur de nombreux ouvrages et articles de référence à caractère historique et généalogique. Il publie, selon le décompte d’Alain Roy, pas moins de 12 ouvrages (dont quatre en collaboration), 23 brochures et plus de 600 articles, dont près de 200 dans le Bulletin des recherches historiques. Il s’intéresse particulièrement à l'histoire et à des études biographiques de grandes personnalités qui ont influencé l’histoire du Québec et du Canada, à ses députés, ses représentants et ses élites parfois méconnus.
Il épouse Louise Eleonore Harwood . Francis-Joseph Audet décède à Montréal le 13 septembre 1943,.

## Distinctions
Francis-J. Audet a vu ses talents reconnus de son vivant. Il reçoit un doctorat honorifique (droit) de l’Université d’Ottawa en 1934 et reçoit l’année suivante la médaille du jubilé d’argent de George V et de la reine Marie, à titre d’archiviste. Le gouvernement du Canada lui décerne, au moment de sa retraite en 1939, le titre d’archiviste émérite. Après son décès, l’œuvre et la carrière de Francis-J. Audet sont aussi rapidement soulignées par ses pairs comme en témoigne une publication d’un livre sur celui-ci dès 1940 par Lucien Brault intitulé tout simplement Francis-J. Audet et son œuvre.
Une rue en son honneur a été nommée dans la ville de Québec en 1972.

## Œuvres
Francis-J. Audet a écrit de nombreux livres et articles. Cette liste n'est pas exhaustive, elle présente quelques exemples d'ouvrages publiés par l'auteur.
- Jean-Daniel Dumas, le héros de la Monongahéla. Montréal, G. Ducharme Libraire-Éditeur, 1920.
- La Famille Audet-Lapointe : étude généalogique et historique. Ottawa, Imprimé par la Cie d'Imprimerie d'Ottawa, 1924.
- Les Juges en chef de la province de Québec, 1764-1924. Québec, Action sociale, 1927.
- Les députés des Trois-Rivières (1808-1838). Trois-Rivières, Les éditions du Bien Public, 1934.
- Les députés de Saint-Maurice (1808-1838) et de Champlain (1830-1838). Les éditions du Bien Public, Trois-Rivières, 1934.
- Les députés de la région des Trois-Rivières (1841-1867). Les éditions du Bien Public, Trois-Rivières, 1934.
- Simon Sanguinet et le Projet d'Université de 1790. Ottawa. Société Royale du Canada, 1936.
- Le Barreau et la Révolte de 1837. Ottawa, Société Royale du Canada, 1937.
- Jean-Marie Ducharme (1723-1807). Ottawa, Société Royale du Canada, 1939.
- Les Représentants de la France au Canada au XIXe siècle. Montréal, Éditions des Dix, 1939.
- Contrecœur : famille, seigneurie, paroisse, village. Montréal, G. Ducharme, libraire-éditeur, 1940.
- Adam Thom (1802-1890). Ottawa, Société Royale du Canada, 1941.
- Les députés de Montréal (ville et comtés) 1792-1867. Montréal, Éditions des Dix, 1943.
- Varennes : notes pour servir à l'histoire de cette seigneurie. Montréal, Éditions des Dix, 1943.
- Les Députés au premier parlement du Bas-Canada (1792-1796) : études biographiques, anecdotiques et historiques. Montréal, Éditions des Dix, 1946.